# مهدی سرباح
مهدی سرباح (انگلیسی: Mehdi Cerbah؛ زادهٔ ۳ آوریل ۱۹۵۳) یک بازیکن فوتبال اهل الجزایر است.
از باشگاه‌هایی که در آن بازی کرده‌است می‌توان به اتحاد الجزایر و باشگاه فوتبال القبائل اشاره کرد. وی عضو تیم ملی فوتبال الجزایر در جام جهانی فوتبال ۱۹۸۲ بوده است.